# Vicente Cano
Vicente Cano Cano (Argamasilla de Alba, 1 de enero de 1927 - Ciudad Real, 11 de julio de 1994) fue un poeta español.

## Su vida
Hijo de Vicente Cano García, sastre y Rosa Cano Ramírez, nació en Argamasilla de Alba después de que la familia se trasladara allí desde Moral de Calatrava, la familia de su padre tenía su origen en Albuñol. Sexto de ocho hijos, cuatro varones y cuatro mujeres, pasó una infancia de estrecheces económicas en medio de la Guerra Civil. Su hermano Antonio fue piloto de las FARE, consiguiendo con la llegada de la democracia el rango de comandante. 
El padre, sastre de oficio, era ayudado por sus hijas, y él con sus hermanos y su madre inicia un negocio que le ocupará todo el día y parte de la noche. 
Con 25 años comienza sus primeros pasos con versos dedicados a su novia Teresa, más tarde su esposa, de quien tendrá tres hijos. Murió víctima del cáncer a los 67 años dejando una amplia huella literaria. 

## Actividad literaria
En 1964 asiste a las Reuniones Literarias de Ruidera de la mano de Pascual Antonio Beño y escribe versos con una temática afín a la del también poeta manchego Juan Alcaide: el paisaje y campo manchego en que se crio y educó, sus hijos, el Sol, la Navidad y, por último, la Esperanza que irá iluminando el lado oscuro de la vida, 
Participó en la Primera Antología del Grupo Guadiana, Poesía, grupo este que llegó a dirigir, así como su revista, Manxa, que abrió a todos los poetas de Hispanoamérica. En 1973 consiguió un trabajo en Ciudad Real y fijó allí su residencia.
Dirigió el " Grupo Literario Guadiana", y poco después empezó a editar la Revista Manxa, cuyo primer número aparece en 1975 en forma de "Pliegos Literarios". Como director, animador y gran artífice de dicha revista se le reconocerá en el núm. 50 en septiembre de 1990, por diversos poetas tanto españoles como del extranjero.
En este mismo año, surge Antología del Grupo Guadiana. Poesía. Ciudad Real 1986 donde, aparte de ser Director de dicho Grupo Literario, Vicente aporta una serie de poemas con temas fundamentales: vida, poesía, verdad, Mancha. 
En este mismo año 1987 participa en la "1ªBienal Internacional de Poesía" celebrada en Madrid y dos años después es invitado al " 50 Congreso de Escritores Extremeños" en Zafra (Badajoz).
Hasta la aparición de un nuevo libro en 1991, colabora con varios poemas en homenajes a diversos poetas. Vicente continua colaborando con algunos poemas en varias revistas y periódicos de los que era asiduo, como Arquero o Lanza.
En su empeño en la dirección del Grupo Literario Guadiana y la Revista Manxa Vicente Cano partió de Argamasilla de Alba, pero su último libro se publicó y presentó en este lugar. 
A pesar de sus ansias de vivir, el cáncer le pudo y murió el 11 de julio de 1994, dejando un gran número de poemas y cinco obras inéditas, algunas dispuestas para la imprenta.

## Obra escrita
- En 1965 sus primeros poemas se imprimen en revistas como Arquero de Barcelona y periódicos como Lanza de Ciudad Real, entre otros.

### Libros
- Inquietud, aparece en mayo de 1969 editado en Madrid por Gráficas Horizonte S.A.
- Cuando nunca sea tarde1979 impreso en Ciudad Real.
- Gentes de Luz y de asombro (Homenajes),1984 , recopilación de poemas publicados anteriormente y dedicados a personajes significativos en su vida amigos presentes y ausentes.
- Los poetas del Guadiana a Alfonso X, el Sabio, 1984[3] obra colectiva donde Vicente aporta el poema "Cántigas nuevas para un rey sabio, trovador de la Virgen".
- Poemas de la cuerda dedicado sobre todo a quijotes y soñadores.
- Amor es una lluvia,1986 cuya idea central es "el Amor", fruto maduro de una vida, de una lucha.
- Versos para la sed y El Fulgor de las Raíces.
- Antología: Presencia del Regreso 1994, que recoge lo que él considera lo mejor de su obra, publicada o inédita.
- Alcor de resplandores : (homenajes)[4]

## Llevan su nombre
- El centro de educación secundaria de Argamasilla de Alba
- Premio Nacional Vicente Cano de poesía[5]
- Parque Vicente Cano de Argamasilla de Alba

## Otros premios recibidos
- "Cueva de Medrano" 1967
- "Pámpanas Amarillas" 1970
- "Vino Nuevo" 1971
- "Jaraiz" 1974
- "Juan Alcaide" 1976
- "Rosa del Azafrán" 1978
- "Primer Premio Nacional de Poesía en verso libre" 1980
- "Cencibel" 1982.

## Distinciones honoríficas
- "Miembro de los Académicos de la Argamasilla" 1988
- "Gran Comendador de la Orden Literaria Francisco de Quevedo" 1989